# Джон Серль
Джон Роджерс Серль ( англ. John Rogers Searle,  31 липня 1932,  Денвер, Колорадо) — американський філософ, професор Каліфорнійського університету в Берклі,  відомий своїм внеском у філософію мови, філософію свідомості й соціальну філософію. Зокрема, Серль автор концепції уявного експерименту під назвою «китайська кімната», що є критикою можливості створення так званого «сильного штучного інтелекту».

## Життєпис
Батько Серла, Г. В. Серль, інженер-електрик, працював у корпорації AT&T; мати, Гестер Бек Серль, була лікаркою.
Серль розпочав навчання в університеті Вісконсину-Медісон. На першому курсі він став стипендіатом Родса в Оксфордському університеті, де отримав усі свої університетські ступені — бакалавра, магістра та доктора філософії.
Серль був почесним професором філософії розуму та мови імені Вілліса С. та Маріон Слуссер і професором аспірантури Університету Каліфорнії в Берклі; хоча він вийшов на пенсію у 2014 році, він продовжував викладати до 2016 року. У червні 2019 року звання почесного професора було скасовано.